# Eophalangium sheari
Eophalangium
Genre
Espèce
Eophalangium sheari, unique représentant du genre Eophalangium, est une espèce fossile d'opilions tetrophthalmes de la famille des Hastocularidae.

## Distribution
Cette espèce a été découverte au Royaume-Uni en Écosse dans le chert de Rhynie. Elle date du Praguien.

## Description
La femelle holotype mesure 5,68 mm.

## Étymologie
Cette espèce est nommée en l'honneur de William A. Shear.

## Publication originale
- Dunlop, Anderson, Kerp & Hass, 2004 : « A harvestman (Arachnida: Opiliones) from the Early Devonian Rhynie cherts, Aberdeenshire, Scotland. » Transactions of the Royal Society of Edinburgh, vol. 94, p. 341–354.